# Milréis
El milréis fue una unidad de divisa tanto en Portugal (hasta 1911) como en Brasil (hasta 1942)
El uso de la palabra mil-réis data de las crisis económicas del siglo XIX, cuando la moneda fue desvaluada por primera vez y la mayoría de los precios alcanzaron los millares.
Fue substituida en 1911 por el escudo en Portugal y en 1942 por el cruzeiro en el Brasil. Para el momento en que fue substituida por el cruzeiro en el Brasil, un milréis ($1000) valía una docena de barras de pan. 